# Neodymi(III) sulfat
Neodymi(III) sunfat là một hợp chất vô cơ có công thức hóa học Nd2(SO4)3.

## Điều chế
Hòa tan neodymi(III) oxit trong axit sunfuric, neodymi(III) sunfat sẽ được tạo ra; kim loại neodymi, neodymi(III) cacbonat, neodymi(III) hydroxide cũng phản ứng với axit sunfuric:
3H2SO4 + Nd2O3 → Nd2(SO4)3 + 3H2O
3H2SO4 + 2Nd(OH)3 → Nd2(SO4)3 + 6H2O
3H2SO4 + Nd2(CO3)3 → Nd2(SO4)3 + 3H2O + 3CO2↑
Sau phản ứng, dung dịch sẽ được làm bay hơi để thu được tinh thể neodymi(III) sunfat hydrat.
Neodymi(III) sunfat octahydrat bắt đầu phân hủy ở 40 ℃, pentahydrat thu được ở 85 ℃, đihydrat thu được ở 145 ℃, và muối khan thu được ở 290 ℃.

## Tính chất hóa học
Neodymi(III) sunfat phân hủy thành muối kiềm ở 890 ℃, và phân hủy thành oxit ở 1020 ℃:
Nd2(SO4)3 → Nd2O2SO4 + 2SO2↑ + O2↑
Nd2O2SO4 → Nd2O3 + SO2↑ + ½O2↑
Cũng có tài liệu cho rằng nhiệt độ phân hủy thành oxit là 890 ℃, 927 ℃, 950 ℃.
Nd2O2S có thể thu được bằng cách khử neodymi(III) sunfat với cacbon ủ ở nhiệt độ cao, trong khi than hoạt tính có thể thu được hỗn hợp Nd3S4 và Nd2O2S ở nhiệt độ cao hơn. Sử dụng CS2 và N2 tác dụng với Nd2(SO4)3 ở nhiệt độ cao, có thể thu được các sulfide như Nd2S3 và Nd3S4.

## Muối kiềm
Muối kiềm Nd2(SO4)3·Nd(OH)3 (= NdOHSO4) tồn tại dưới dạng là tinh thể không màu, d = 4,69 g/cm³.

## Hợp chất khác
Nd2(SO4)3 còn tạo một số hợp chất với N2H4, như Nd2(SO4)3·12N2H4·5H2O là tinh thể dạng lăng trụ màu hồng, tan ít trong nước, không tan trong benzen và toluen, d20 ℃ = 2,214 g/cm³.
Nd2(SO4)3 còn tạo một số hợp chất với CO(NH2)2, như Nd2(SO4)3·10CO(NH2)2 là tinh thể hồng nhạt.